# Alain Corneau
Alain Corneau  fue un actor, productor, guionista y director de cine francés que nació en Meung-sur-Loire, región de Centro, departamento de Loiret, en el distrito de Orleans, Francia, el 7 de agosto de 1943 y falleció en París, Francia, el 30 de agosto de 2010, tras una extensa carrera artística.

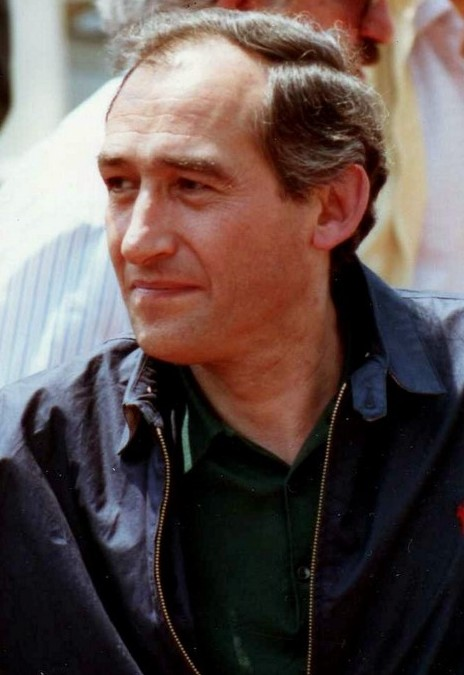
Cannes. 1990.

## Trayectoria profesional
Corneau tuvo formación como músico y recién después se vinculó al cine. Durante la década de 1970 fue asistente de dirección de reconocidos directores de cine, como Roger Corman, Bernard Paul, Costa-Gavras, Michel Drach, Marcel Camus, Nadine Trintignant y Jorge Semprún. En 1973 dirigió su primer filme, Francia, sociedad anónima, que fracasó comercialmente. En 1976 dirigió a su amigo Yves Montand en el filme Policía Phyton 357, inspirada en el personaje de Harry el sucio y posteriormente lo hizo en dos películas consideradas clásicas del cine negro francés: La amenaza (1977) y La elección de las armas (1981).
Otras películas basadas en adaptaciones de novelas fueron Estupor y temblores (2003) sobre la novela de la belga Amélie Nothomb, Las palabras azules (2005) basado en la novela del mismo nombre de Dominique Mainard y El segundo soplo, sobre la novela de José Giovanni, que protagonizaron Daniel Auteuil y Monica Bellucci.
Corneau era un gran amante y conocedor de la música, podía tocar el piano, adoraba el jazz y la música barroca. Se vinculan a la música dos de sus filmes más exitosos: Nocturno indio (1989) y Todas las mañanas del mundo (1992), que en su versión original se tituló Tous les matins du monde, basada en la novela de Pascal Quignard que cuenta la historia de Marin Marais, un violagambista del siglo XVII, encarnado por Gérard Depardieu, y su maestro M. de Sainte Colombe, encarnado por Jean-Pierre Marielle, que recibió los galardones del César a la Mejor Película y Mejor Director. En 2004 Corneau recibió también el Premio René Clair por su trayectoria cinematográfica.
Su última película, estrenada en Francia poco antes de su muerte, fue Le Crime d'Amour, con la actuación de Kristin Scott Thomas y Ludivine Sagnier.
Corneau, que era compañero de la cineasta y escritora Nadine Trintignant, madre de la fallecida actriz Marie Trintignant, falleció a consecuencia de un cáncer de pulmón en un hospital de París en la madrugada del 30 de agosto de 2010.

## Filmografía
Director
- Crime d'amour (2010)
- Le deuxième souffle (2007)
- Las palabras azules (2005)
- Stupeur et tremblements (2003)
- El príncipe del pacífico o Le prince du Pacifique (2000)
- El soplóno El primo (1997)
- Lumière y compañía (1995)
- Les enfants de Lumière (1995)
- Le nouveau monde o El nuevo mundo (1995)
- Todas las mañanas del mundo (1991)
- Contre l'oubli (1991) (segmento Ali Muhammad al-Qajiji, Lybie)
- Nocturne indien o Nocturno hindú (1989)
- Le môme (1986)
- Fort Saganne (1984)
- Le choix des armes (1981)
- Serie negra (1979)
- La amenaza (1977)
- Policía Python 357 (1976)
- France société anonyme (1974)
- Le jazz est-il dans Harlem?  (1969)

Guionista
- Crime d'amour (2010)
- Le deuxième souffle (2007)
- Las palabras azules (2005)
- Stupeur et tremblements (2003)
- El príncipe del pacífico o Le prince du Pacifique (2000)
- El soplóno El primo (1997)
- Le nouveau monde o El nuevo mundo (1995)
- Todas las mañanas del mundo (1991)
- Nocturne indien o Nocturno hindú (1989)
- Le môme (1986)
- Fort Saganne (1984)
- Le choix des armes (1981)
- Prohibido saber (1973)
- Le jazz est-il dans Harlem?  (1969)

Asistente de dirección
- Les deux mémoires (1974) dirigida por Jorge Semprún
- Angustia de un querer  (1971) dirigida por Nadine Trintignant
- Le mur de l'Atlantique (1970) dirigida por Marcel Camus
- Un été sauvage (1970) dirigida por Marcel Camus
- Élise ou la vraie vie (1970) dirigida por Michel Drach
- La confesión (1970) dirigida por Costa-Gavras
- Le temps de vivre (1969) dirigida por Bernard Paul
- Target: Harry (1969) dirigida por Roger Corman

Actor
- La guerre des miss dir. Catherine Deneuve (2008)

Productor
- Les ramoneurs cérébraux (2002)

Actuación como él mismo
- Bandes originales: Georges Delerue (2010)
- Mémoires du cinéma francais, de la libération à nos jours (2008)
- Alain Corneau, du noir au bleu (2006)
- L'impossible mister Dieudo (2003)
- Compositeurs/réalisateurs, dialogue impossible?  (2002)
- Cinema 3" (1 episodio, 1992)
- Patrick Dewaere (1992

## Televisión
Director
- Médecins des hommes (1 episodio)
  - Afghanistan, le pays interdit (1988)

Actuación como él mismo
- Vivement dimanche" .... (1 episodio, 2007)
- À l'ombre du polar (2006)
- La nuit des Césars" (2 episodios)
  - 30ème nuit des Césars (2005)
  - 17ème nuit des Césars (1992)
- Rive droite - rive gauche" (1 episodio, 2003)
- Un jour dans la vie du cinéma français (2002)
- Gilles Grangier, 50 ans de cinéma (1990)